# Omelian Pohorecki
Omelian Pohorecki – ukraiński działacz społeczny, poseł do Rady Państwa XII kadencji (1917–1918).
9 listopada 1917 objął mandat zwolniony przez Longyna Cehelśkiego. W latach 1918–1919 członek Ukraińskiej Rady Narodowej ZURL.